# Valentina Matvijenko
Valentina Ivanovna Matvijenko (ryska: Валентина Ивановна Матвиенко), ursprungligen Tjutina (ryska: Тютина), född 7 april 1949 i Sjepetevka, Ukrainska SSR (idag Sjepetivka, Ukraina), är en rysk politiker och diplomat. Hon var 2003–11 guvernör i Sankt Petersburg, och är sedan 2011 talman i Rysslands federationsråd.

## Biografi
Matvijenko tog 1967 läkarexamen i Tjerkassy. Från 1972 innehade hon flera uppdrag inom Komsomol och Sovjetunionens kommunistiska parti i Leningrad, och blev 1989 invald i Sovjetunionens högsta sovjet. I februari 1991 utsågs Matvijenko till Sovjetunionens ambassadör i Malta, och fortsatte som Rysslands ambassadör där efter Sovjetunionens upplösning i december 1991. Hon innehade posten till 1994, och arbetade därefter vid det ryska utrikesdepartementet i Moskva. Åren 1997–98 vad hon ambassadör i Grekland.
Mellan september 1998 och mars 2003 var Matvijenko en av Rysslands vice premiärministrar, och därefter specialsändebud till Nordvästra federala distriktet under president Vladimir Putin från mars till oktober 2003. I guvernörsvalet i Sankt Petersburg 2013 segrade Matvijenko, och var därefter stadens guvernör fram till sin avgång i augusti 2011. I september samma år valdes hon till talman i Rysslands federationsråd, överhuset i Rysslands federala församling.
Efter den ryska annekteringen av Krimhalvön 2014 införde USA och EU i mars 2014 sanktioner mot ett antal personer i och med kopplingar till Rysslands regering, däribland Matvijenko. Efter Rysslands invasion av Ukraina i februari 2022 införde USA ytterligare sanktioner mot bland annat Matvijenko.